# West Marin

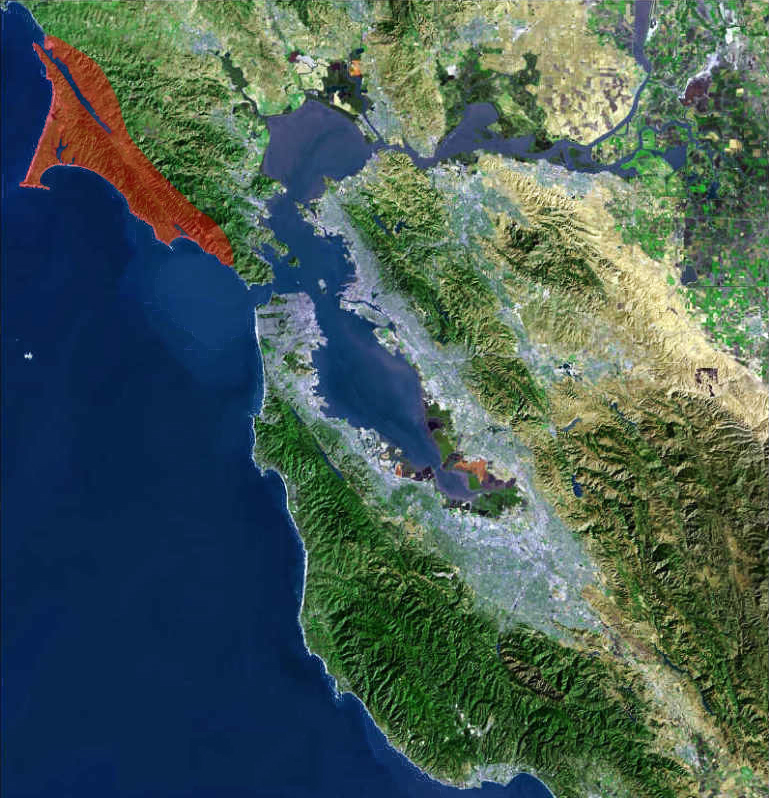
Ligging van West Marin in de San Francisco Bay Area.

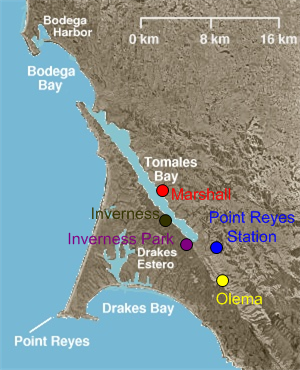
Enkele van de plaatsen in West Marin.

West Marin is een landelijke en dunbevolkte streek in de Amerikaanse staat Californië die het westen van Marin County, ten noorden van San Francisco, omvat.

## Geografie
Marin County ligt op een schiereiland tussen de Grote Oceaan in het westen, de Golden Gate in het zuiden en de Baai van San Francisco in het oosten. Het grote merendeel van de 250.000 inwoners woont langs de relatief dichtbevolkte oostkust. Het binnenland is landelijk en heuvelachtig. In het westen van de county, West Marin genoemd, zijn er een aantal kleine bewoonde plaatsen, die afhankelijk zijn van landbouw en van het toerisme langs de oceaankust en langs State Route 1. De streek wordt doorgaans gedefinieerd als het deel van Marin County langs de Grote Oceaan, beginnend in Muir Beach. Afhankelijk van de definitie wonen er 5000 à 7500 mensen in West Marin. Gemeenschappen in westelijk Marin die vertegenwoordigd worden in de West Marin Chamber of Commerce zijn Point Reyes Station, Olema, Stinson Beach, Bolinas, Tomales, Dillon Beach en Inverness. De belangrijkste natuurgebieden zijn de grote Point Reyes National Seashore op het schiereiland Point Reyes en Muir Woods National Monument.

## Vervoer
Highway 1 loopt van noord naar zuid door West Marin. De Sir Francis Drake Boulevard en Point Reyes Petaluma Road verbinden de omgeving van Point Reyes Station met het oosten van Marin en Sonoma County.
Het openbaarvervoerbedrijf Marin Transit biedt twee buslijnen aan in West Marin: buslijn 61, de South Route, rijdt van Marin City naar Stinson Beach en Bolinas. Buslijn 68, de North Route, verbindt de hoofdstad San Rafael met Olema, Point Reyes Station en Inverness. Tijdens weekends in de zomer rijdt er een shuttle, buslijn 66, tussen de oostkust en Muir Woods. Op weekdagen zijn er busdiensten, voornamelijk voor scholieren, tussen Olema en Bolinas.

## Nieuwsmedia
West Marin wordt bediend door een wekelijkse krant, The Point Reyes Light. De website van de Marin Independent Journal heeft een categorie voor nieuws uit West Marin. In Bolinas verschijnt The Bolinas Hearsay News, dat elke maandag, woensdag en vrijdag gedrukt wordt.

## Bekende inwoners
Met name het dorpje Bolinas was in de periode van de Beat Generation en de hippiecultuur een kunstenaarskolonie. Veel Amerikaanse dichters en kunstenaars hebben er, meestal redelijk kort, gewoond en gewerkt.
- Fairuza Balk, actrice (geboren in Point Reyes Station)
- Bill Berkson, dichter en criticus (woont in Bolinas)
- Peg Bracken, schrijfster (woonde in Bolinas)
- Richard Brautigan, schrijver (woonde en overleed in Bolinas)
- Susie Tompkins Buell, politieke geldschieter (woont in Bolinas)
- Gail Carriger, archeologe en steampunkschrijfster (geboren in Bolinas)
- Charles West Churchman, wetenschapper en filosoof (woonde en overleed in Bolinas)
- Suzanne Ciani, pianiste en componiste (woont in Bolinas)
- Joel Coen, filmmaker (heeft een huis in Bolinas)
- Signy Coleman, actrice (groeide op in Bolinas)
- Elmer Collett, Americanfootballspeler (woont in Stinson Beach)
- Robert Creeley, dichter en schrijver (woonde in Bolinas)
- Joe Eszterhas, schrijver en scenarist (heeft een huis in Stinson Beach)
- Landis Everson, dichter (woonde in Stinson Beach)
- Phil Frank, cartoonist en lokaal historicus (overleed in Bolinas)
- Sid Ganis, filmproducent (heeft een huis in Bolinas)
- Jerry Garcia, muzikant (woonde in Stinson Beach)
- Keith Godchaux, muzikant (woonde in Stinson Beach)
- James Grant, kunstenaar (woonde en overleed in Stinson Beach)
- Stephan Jenkins, muzikant (woonde in Bolinas)
- Paul Kantner, muzikant (woonde in Bolinas)
- Mark Kitchell, filmmaker (woonde in Bolinas)
- Harmony Korine, filmmaker (geboren in Bolinas)
- John Korty, filmmaker (woonde in Stinson Beach, woont nu in Point Reyes Station)
- Joanne Kyger, dichteres (woonde in Bolinas)
- Mary Tuthill Lindheim, kunstenares (woonde en overleed in Bolinas)
- Lewis MacAdams, dichter, journalist, activist en filmmaker (woonde in Bolinas)
- Jerry Mander, activist en schrijver (woont in Bolinas)
- David Meltzer, dichter en muzikant (woonde in Bolinas)
- Steve Miller, muzikant (woonde in Stinson Beach)
- David V. Mitchell, journalist en redacteur (woont in Point Reyes Station)
- Walter Murch, filmmonteur (woont in Bolinas)
- Arthur Okamura, kunstenaar (woonde en overleed in Bolinas)
- Guy Overfelt, kunstenaar (heeft een huis in Bolinas)
- Stephen Ratcliffe, dichter (woont in Bolinas)
- Andrew Romanov, artiest en schrijver en lid van het Huis Romanov (woont in Inverness)
- Peter Rowan, muzikant (woonde in Stinson Beach)
- Aram Saroyan, dichter (woonde in Bolinas)
- Strawberry Saroyan, journaliste en schrijfster (groeide op in Bolinas)
- Orville Schell, activist en schrijver (heeft een ranch bij Bolinas)
- Grace Slick, zangeres (woonde in Bolinas)
- Emmanuel Vaughan-Lee, muzikant en filmmaker (woont in Point Reyes Station)
- Philip Whalen, dichter (woonde in Bolinas)
- Michael Wolfe, dichter (woonde in Bolinas)
- Jesse Colin Young, zanger (woonde in Inverness)